# Simon Bon
Simon Bon (* 1. Februar 1904 in Nieuwpoort; † 17. Juni 1987 in Aalsmeer) war ein niederländischer Ruderer.

## Karriere
Simon Bon wurde mit dem niederländischen Achter 1924 Europameister. Darüber hinaus nahm er an den Olympischen Sommerspielen 1924 und 1928 teil. 1924 schied er mit dem niederländischen Boot in der Achter-Regatta in der ersten Runde aus. 1928 ging er zusammen mit Egbertus Waller, Ansco Dokkum und Paul Maasland in der Vierer ohne Steuermann-Regatta an den Start. Das Quartett schied im Hoffnungslauf aus.
Simon Bon war als Arzt in Aalsmeer tätig. Sein Sohn Pieter Bon war ebenfalls Ruderer.